# یاسمین فایلر
یاسمین فایلر (انگلیسی: Jasmin Pfeiler؛ زادهٔ ۲۸ ژوئیهٔ ۱۹۸۴) بازیکن فوتبال اهل اتریش است.
وی همچنین در تیم ملی فوتبال زنان اتریش بازی کرده‌است.